# Kaabong
Kaabong  este un oraș  în  Uganda. Este reședinta  districtului Kaabong.